# لويس مارتينيز (منافس ألعاب قوى)
لويس مارتينيز هو منافس ألعاب قوى كوبي، ولد في 9 يناير 1985 في هافانا في كوبا.

## وصلات خارجية
- لويس مارتينيز على موقع الاتحاد الدولي لألعاب القوى (الإنجليزية)
- لويس مارتينيز على موقع الدوري الماسي (الإنجليزية)
- لويس مارتينيز على موقع أوليمبيديا (الإنجليزية)